# Pokhara uenoi
Pokhara uenoi is een hooiwagen uit de familie Sclerosomatidae.